# Општина Шинтеу (Бихор)
Шинтеу (рум. Şinteu) општина је у Румунији у округу Бихор.
Oпштина се налази на надморској висини од 620 m.